# Qingshan (Wuhan)
Der Stadtbezirk Qingshan (chinesisch 青山區 / 青山区, Pinyin Qīngshān Qū) ist ein Stadtbezirk der Unterprovinzstadt Wuhan, der Hauptstadt der Provinz Hubei in der Volksrepublik China. Er hat eine Fläche von 68,4 km² und zählt 529.000 Einwohner (Stand: Ende 2019).

## Administrative Gliederung
Auf Gemeindeebene setzt sich der Stadtbezirk aus zehn Straßenvierteln zusammen. 